# Ред и закон (18. сезона)
Осамнаеста сезона серије Ред и закон је премијерно емитована на каналу НБЦ од 2. јануара до 21. маја 2008. године и броји 18 епизода.

## Опис
Дана 13. маја 2007. НБЦ је обновио серију Ред и закон за 18. сезону од 22 епизоде у оквиру договора који су склопили творац серије Дик Волф и НБЦ. Иако је серија првобитно требало да буде емитована недељом као замена за Вече ногомета на НБЦ-у као међусезона, ТВ водич је известио 4. децембра 2007. да ће сезона почети у среду 2. јануара 2008.
Рене Балкер, који је развио и продуцирао огранак Ред и закон: Злочиначке намере, вратио се у серију Ред и закон ове сезоне као извршни продуцент.
У мају 2007. глумац Фред Далтон Томпсон напустио је серију како би се вратио у политику, а извештаји су говорили да ће тражити изборе републиканаца за америчке председничке изборе 2008. године. Његов лик, окружног тужиоца Артура Бренча, заменио је на тој функцији лик Сема Вотерстона Џек Мекој када је унапређен пошто је био извршни помоћник окружног тужиоца још од оставке свог претходника Бенџамина Стоуна. Пошто је овај потез захтевао додавање новог лика у серију, писци су створили лик ИПОТ Мајкла Катера који је тумачио британски глумац Линус Роуч.
Због правила о једнаком времену које захтева да се емитери опходе правно према квалификованим политичким кандидатима једнако у погледу времена емитовања, НБЦ је у јулу 2007. објавио да неће емитовати ниједну епизоду серије Ред  и закон у којој се Томпсон појављивао након 1. септембра. Томпсон је званично изјавио да намерава да се кандидује 5. септембра 2007. године када се појавио у емисији Вече са Џејом Леном.
Милена Говић, која је играла детективку Нину Кесиди, такође се није вратила у серију након што се придружила глумачкој екипи годину дана раније након одласка Дениса Ферине (Џо Фонтана) па ју је заменио Џереми Систо који је се појавио као заступник у последњој епизоди 17. сезоне као нови ортак детектива Еда Грина Сајрус Лупо.
На списак одлазака се уписао и Џеси Л. Мартин који је најавио да напушта серију пошто је тумачио детектива Еда Грина од 1999. Мартин је ове сезоне требало да се појави у само 13 епизода, али је најавио одлазак у фебруару 2008. године и последњи пут се појавио у епизоди "Спаљена легитимација". Затим је у главну поставу уведен Ентони Андерсон који је у истој епизоди почео да тумачи детектива Кевина Бернарда. Ова главна постава остала је до краја серије.

## Улоге

### Главне
- Џеси Л. Мартин као Ед Грин (Епизоде 1-14)
- Џереми Систо као Сајрус Лупо
- Ентони Андерсон као Кевин Бернард (Епизоде 15-18)
- Ш. Епата Меркерсон као Анита ван Бјурен
- Линус Роуч као ИПОТ Мајкл Катер
- Алана де ла Гарза као ПОТ Кони Рубироза
- Сем Вотерстон као в.д. ОТ Џек Мекој

### Епизодне
- Керолин Мекормик као др Елизабет Оливет (Епизоде 11 и 13)
- Ентони Андерсон као Кевин Бернард (Епизода 14)

## Епизоде
| Бр. у серији | Бр. у сезони | Назив                  | Редитељ           | Сценариста                                                      | Пpемијерно емитовање | Пpод. код | Гледаност у САД-у (милиони) |
| --- | ------------ | ---------------------- | ----------------- | --------------------------------------------------------------- | -------------------- | --------- | --------------------------- |
| 394 | 1            | "Дом зове"             | Ален Калтер       | Рене Балкер                                                     | 2. јануар 2008.      | 18001     | 13.45                       |
| Детектив Сајрус Лупо се враћа у Њујорк после четири проведене године у иностранству у обавештајном одељењу након што је сазнао да је његов брат извршио самоубиство. Лупо и Грин невољно се удружују да истраже још једно самоубиство почињено на исти начин и ускоро проналазе осумњиченог робијаша пуштеног на условну слободу познатог под надимком као "Др. Смрт". |              |                        |                   |                                                                 |                      |           |                             |
| 395 | 2            | "Тама"                 | Мајкл Динер       | Вилијам Н. Фордс и Дејвид Слек                                  | 2. јануар 2008.      | 18006     | 13.45                       |
| Први званични случај Грина и Лупа заједно је отмица која се догодила током нестанка струје у целом граду. Кућна помоћница је убијена, а мајка и ћерка отете. Докази који повезују све отмичаре су отац и супруг жртава отмице. Када су претресли скровиште отмичара, детективи проналазе припреме које указују да су отмичари знали да ће бити рестрикције. Катер мора да убеди човека да сведочи пошто је лагао за налог за претрес како би спасио ћерку човека иначе ће отмичари сви изаћи на слободу. Појављују се питања претреса без налога. |              |                        |                   |                                                                 |                      |           |                             |
| 396 | 3            | "Безакоње"             | Мајкл Воткинс     | Дејвид Вилкокс и Стефани Сенгупта                               | 9. јануар 2008.      | 18002     | 11.05                       |
| Грин и Лупо истражују када је пукла пошиљка у лабораторији за научна истраживања због чега је повређена трудна чуварка. Истрага се ускоро окреће ка најновијим огледима научника. |              |                        |                   |                                                                 |                      |           |                             |
| 397 | 4            | "Панталоне"            | Алекс Чепл        | Ед Зукерман                                                     | 16. јануар 2008.     | 18004     | 11.55                       |
| Истрага о несталим панталонама доводи до убиства једне младе заступнице. Грин и Лупо ускоро сумњу пребацују на пословног човека који ради за сумњиво преварантско предузеће SavingsMart. |              |                        |                   |                                                                 |                      |           |                             |
| 398 | 5            | "Узрок"                | Алан Тејлор       | Ричард Сверен и Ђина Ђонфридо                                   | 23. јануар 2008.     | 18009     | 10.33                       |
| Лупо и Грин истражују након што су белац у пубертету и девојчица црнкиња убијени у насиљу у једном крају. Истрага је у прекиду јер нико није вољан да разговара, али детективи касније откривају да се жртва раније свађала са неким из краја што је касније те вечери довело до изненадне свађе. |              |                        |                   |                                                                 |                      |           |                             |
| 399 | 6            | "Животиња политичка"   | Џин де Сегонзек   | Ед Зукерман и Дејвид Слек                                       | 30. јануар 2008.     | 18011     | 11.14                       |
| Троструко убиство повезано је саједним поитичарем, али он је можда само први корак ка истини, а убица ће предузети очајничке мере да задржи своју слободу. |              |                        |                   |                                                                 |                      |           |                             |
| 400 | 7            | "Отказ потраживања"    | Џим Мекеј         | Вилијам Н. Фордс и Дејвид Блек                                  | 6. фебруар 2008.     | 18010     | 10.07                       |
| Истрага нарученог убиства води до једног друштва, али тајни рад Грина, Рубирозе и Лупа добија изненађујући преокрет који Мекоја доводи у сукоб са државним тужилаштвом. |              |                        |                   |                                                                 |                      |           |                             |
| 401 | 8            | "Илегалка"             | Константин Макрис | Вилијам Н. Фордс и Дејвид Слек                                  | 13. фебруар 2008.    | 18003     | 10.24                       |
| Нереди на демонстрацијама избеглица завршио се убиством, а политичка клима доводи до тога да Мекој именује посебног тужиоца који повећава напетости у тужилаштву. |              |                        |                   |                                                                 |                      |           |                             |
| 402 | 9            | "Крвник"               | Константин Макрис | Ричард Сверен и Ђина Ђонфридо                                   | 20. фебруар 2008.    | 18012     | 10.85                       |
| Случај замене идентитета наводи Грина и Лупа да посумњају да је убијени лекар можда био на погрешном месту у погрешно време. |              |                        |                   |                                                                 |                      |           |                             |
| 403 | 10           | "Танго"                | Дин Вајт          | Стефани Сенгупта                                                | 27. фебруар 2008.    | 18013     | 11.45                       |
| Средњошколска забава постаје трагична када је један средњошколац пронађен мртав, а детективи се на крају играју са двојицом водећих осумњичених како би сазнали праву причу. Нажалост, нежељена пажња једног поротника према ПОТ Рубирози може да поремети суђење. |              |                        |                   |                                                                 |                      |           |                             |
| 404 | 11           | "Издаја"               | Марк Левин        | Ричард Сверен и Ђина Ђонфридо                                   | 5. март 2008.        | 18005     | 9.68                        |
| Убиство психијатра усредсређује списак осумњичених на његове болеснике и супругу, а одбрана убице изазива окружно тужилаштво да некако покаже пороти да лоше детињство није оправдање за злочин. |              |                        |                   |                                                                 |                      |           |                             |
| 405 | 12           | "Потчињени"            | Константин Макрис | Ед Зукерман                                                     | 12. март 2008.       | 18007     | 11.68                       |
| Када је полиција растурила ланац за борбу паса, истрага постаје случај убиства када је у једном од паса пронађен прст неке жене. Ствари су се усложиле како се случај продубљивао, а занимање побудне извештачице је подстакнуто. |              |                        |                   |                                                                 |                      |           |                             |
| 406 | 13           | "Анђелов гај"          | Дарнел Мартин     | Дејвид Вилкокс и Стефани Сенгупта                               | 19. март 2008.       | 18008     | 10.45                       |
| На снимљеном разговору Лупо и Грин залазе у лични и породични живот убијене трговкиње уметнинама и сумњају у повезаност са терористичким активностима. |              |                        |                   |                                                                 |                      |           |                             |
| 407 | 14           | "Спаљена легитимација" | Марио Ван Пиблс   | Дејвид Вилкокс                                                  | 23. април 2008.      | 18014     | 12.63                       |
| Унутрашња контрола се посебно занима за Еда након јер је упуцао коцкара који је можда повезан са текућим случајем. Истрага открива део његове прошлости који је покушавао да сакрије. |              |                        |                   |                                                                 |                      |           |                             |
| 408 | 15           | "Бабарога"             | Тим Хантер        | Синопсис: Ричард Сверен Сценарио: Ричард Сверен и Ђина Ђонфридо | 30. април 2008.      | 18015     | 9.62                        |
| Наводно самоубиство списатељице мења се у истрагу убиства. Међу осумњиченима су секта и њен супруг. Катеру је случај угрожен тактиком посредног петљања заступника у застрашивање поротника. |              |                        |                   |                                                                 |                      |           |                             |
| 409 | 16           | "Обустава рада"        | Марисол Торес     | Вилијам Н. Фордс и Дејвид Слек                                  | 7. мај 2008.         | 18016     | 8.76                        |
| Обустава рада правне помоћи завршава се смрћу правног сарадника, а истрага доводи до голфера професионалца који поново изјављује да је невин. Случај добија још чуднији преокрет када је Рубироза била на супротној страни од Катера због обуставе рада од које је све почело. |              |                        |                   |                                                                 |                      |           |                             |
| 410 | 17           | "Непожељна особа"      | Џон Колс          | Стефани Сенгупта и Метју Мекгу                                  | 14. мај 2008.        | 18017     | 8.35                        |
| Мрежна романтика можда је у средишту убиства механичара, али детективи Лупо и Бернард морају да открију неке заиста бизарне догађаје пре него што се сазна цела прича. |              |                        |                   |                                                                 |                      |           |                             |
| 411 | 18           | "Ескалибур"            | Џим Мекеј         | Рене Балкер и Ед Зукерман                                       | 21. мај 2008.        | 18018     | 8.45                        |
| Убиство златара можда је повезано са ланцем проституције. Када је случај кренуо на суђење, посао ОТ Мекоја је у опасности јер се траже услуге. |              |                        |                   |                                                                 |                      |           |                             |